# Wapen van Oud en Nieuw Gastel

Wapen van Oud en Nieuw Gastel

Het wapen van Oud en Nieuw Gastel werd op 16 juli 1817 bij besluit van de Hoge Raad van Adel aan de toenmalige Noord-Brabantse gemeente Oud en Nieuw Gastel bevestigd. Op 1 januari 1997 ging Oud en Nieuw Gastel op in de nieuwe gemeente Halderberge, waardoor het wapen van Oud en Nieuw Gastel kwam te vervallen. In het wapen van Halderberge zijn de vogels uit het wapen van Oud en Nieuw Gastel opgenomen.

## Blazoenering
De blazoenering bij het wapen luidt als volgt:
Coupé; het bovenste parti; zijnde het eerste deel van goud, beladen met drie burgten van zilver, staande twee en een; het tweede van lazuur, beladen met drie malie's van zilver, staande twee en een; het onderste van keel, beladen met drie canetten van synople, staande twee en een.
De heraldische kleuren zijn goud (geel), zilver, lazuur (blauw) en sinopel (groen). De beschrijving is later toegevoegd, oorspronkelijk stond in het register uitsluitend een tekening.

## Geschiedenis
Het wapen is het wapen van Oud Gastel dat vanaf 1635 in gebruik was op schependomzegels. De drie maliën zijn afkomstig uit het wapen van het Markiezaat Bergen op Zoom, waaronder Oud Gastel sinds 1458 viel. De herkomst van de drie burchten is onbekend, evenals die van de drie vogels, die het meest op eenden lijken. Het wapen is een raadselwapen, omdat het kleurgebruik in zowel het veld met de burchten (metaal op metaal) als in het veld met de vogels (kleur op kleur) in strijd is met de regels omtrent kleurgebruik in de heraldiek.

## Verwant wapen

Wapen van Halderberge